# Here on Earth
Here on Earth (br: Seu Amor, Meu Destino / pt: Jovens Alucinados) é um filme americano de drama romântico lançado em 2000, dirigido por Mark Piznarski com roteiro de Michael Seitzman. É protagonizado por Chris Klein, Leelee Sobieski e Josh Hartnett. A trilha sonora original foi composta por Kelly Jones e Andrea Morricone.

## Sinopse
Kelvin "Kelley" Morse (Chris Klein) e Jasper Arnold (Josh Hartnett) envolvem-se numa corrida de carro e após um acidente danificam o restaurante de propriedade dos pais de uma garota local, Samantha Cavanaugh (Leelee Sobieski). Ambos são condenados a prestar serviços comunitários para reparar o dano. Kelley acaba se envolvendo com Samantha e eles logo descobrem que têm mais em comum do que imaginavam, e se apaixonam. No entanto, os pais de Samantha logo descobrem que sua filha tem osteossarcoma e poucos meses de vida. Quando Kelley descobre a verdade terrível, ele tem que decidir se deve obedecer aos desejos de seu pai e ir para a faculdade ou ficar ao lado da primeira garota que amou.

## Elenco
- Chris Klein .... Kelvin 'Kelley' Morse
- Leelee Sobieski .... Samantha 'Sam' Cavanaugh
- Josh Hartnett .... Jasper Arnold
- Michael Rooker .... Malcolm Arnold
- Annie Corley .... Betsy Arnold
- Bruce Greenwood .... Earl Cavanaugh
- Annette O'Toole .... Jo Cavanaugh
- Elaine Hendrix .... Jennifer Cavanaugh
- Stuart Wilson .... John Morse
- Ronni Saxon .... Robin Arnold
- Maureen O'Malley .... Patty
- Tac Fitzgerald .... Pete

## Trilha sonora
1. "Where You Are" — Jessica Simpson & Nick Lachey
2. "I Need Love" — Sixpence None the Richer
3. "Whatever Turns You On" — Devin
4. "If You Sleep" — Tal Bachman
5. "Tic Tocs" — Tim James
6. "Don't Need a Reason" — Beth Orton
7. "Pick a Part That's New" — Stereophonics
8. "We Have Forgotten" — Sixpence None the Richer
9. "Skyfall" — Neve
10. "1000 Oceans" — Tori Amos
11. "Birches" — Andrea Morricone
12. "Here on Earth Score Suite" — Andrea Morricone

- A canção "Breakout" da banda Foo Fighters também é tocada durante o filme.